# Stephanie Forrester
Stephanie Emma Forrester (Aberdeen, 30 april 1969), is een professioneel Brits triatlete en duatlete uit Aberdeen. Ze werd wereldkampioene duatlon en meervoudig nationaal kampioene op de triatlon en duatlon.
Forrester deed in 2000 mee aan de Olympische Zomerspelen van Sydney op het onderdeel triatlon. Ze behaalde een 15e plaats in een tijd van 2:03.56,11.

## Titels
- Wereldkampioene duatlon: 2000
- Schots kampioene triatlon: 2000, 1999, 1998
- Brits kampioene triatlon: 1998
- Brits kampioene duatlon : 1999
- Brits kampioene triatlon op de sprintafstand: 2000

## Belangrijkste prestaties

### triatlon
- 1998:  EK olympische afstand
- 1998: 13e WK olympische afstand in Laussanne - 2:12.25
- 1998:  Triatlon van Londen
- 1999: 6e EK olympische afstand
- 1999: 23e WK olympische afstand in Montreal - 1:58.48
- 2000: 15e Olympische Spelen in Sydney
- 2001: DNF WK olympische afstand
- 2002:  Triatlon van Kopenhagen
- 2003:  Triatlon van Estoril
- 2004: 10e ITU wereldbekerwedstrijd in Ishihaki

1990: Thea Sybesma ·
1991: Erin Baker ·
1992: Jenny Alcorn ·
1993: Carol Montgomery ·
1994: Irma Heeren ·
1995: Natascha Badmann ·
1996: Jackie Gallagher ·
1997: Irma Heeren ·
1998: Irma Heeren ·
1999: Jackie Gallagher ·
2000: Stephanie Forrester ·
2001: Erika Csomor ·
2002: Corine Raux ·
2003: Edwige Pitel ·
2004: Erika Csomor ·
2005: Michelle Dillon  ·
2006: Catriona Morrison ·
2007: Vanessa Fernandes ·
2008: Vanessa Fernandes ·
2009: Vendula Frintová ·
2010: Catriona Morrison ·
2011: Katie Hewison ·
2012: Felicity Sheedy-Ryan ·
2013: Ai Ueda ·
2014: Sandra Levenez ·
2015: Emma Pallant